# Province romane senatorie e imperiali tra Augusto e Adriano
Le province romane con la riforma dell'amministrazione provinciale voluta da Augusto, vennero suddivise tra province senatorie e imperiali, rette da governatori di diverso rango e importanza. Nonostante alcuni passaggi in occasione di circostanze particolari, la situazione stabilita nella riforma augustea si mantenne stabile almeno fino al regno di Adriano.
Le province sono riportate in ordine alfabetico
| Britannia superiore | provincia imperiale | Legato imperiale di rango consolare | Londinium (Londra, Inghilterra) |
| Britannia inferiore | provincia imperiale | Legato imperiale di rango pretorio  | Eboracum (York, Inghilterra)    |

| Pannonia superiore | imperiale | Legato imperiale di rango consolare | Carnuntum (tra Petronell e Bad Deutsch-Altenburg, Austria) |
| Pannonia inferiore | imperiale | Legato imperiale di rango pretorio  | Aquincum (Budapest, Ungheria)                              |

| Mesia superiore | imperiale | Legato imperiale di rango consolare | Prima Naissus, poi Viminacium (Kostolac, Serbia) |
| Mesia inferiore | imperiale | Legato imperiale di rango consolare | Novae (Svištov, Bulgaria)                        |

## Mappe

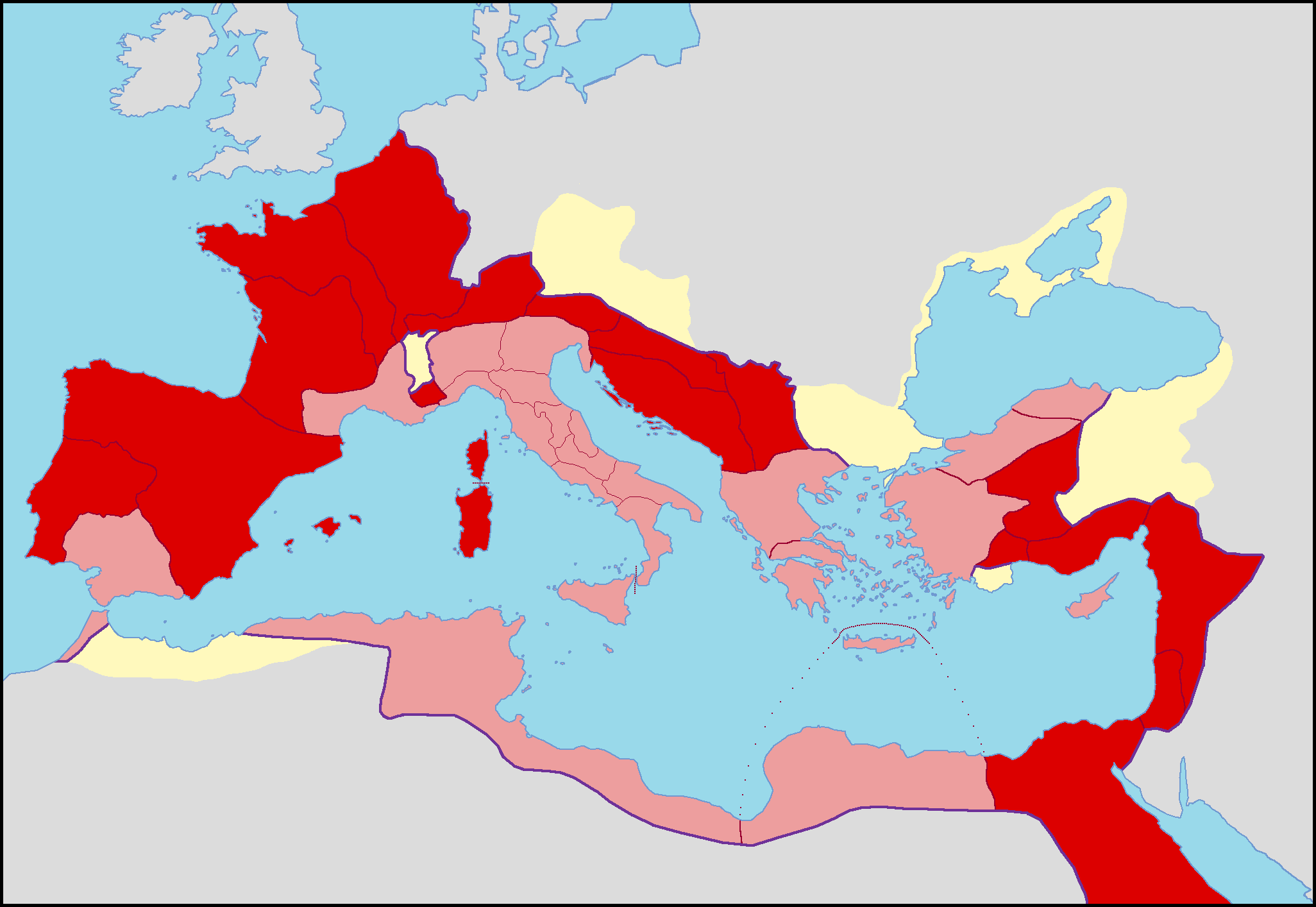
Province senatorie ed imperiali nel 14
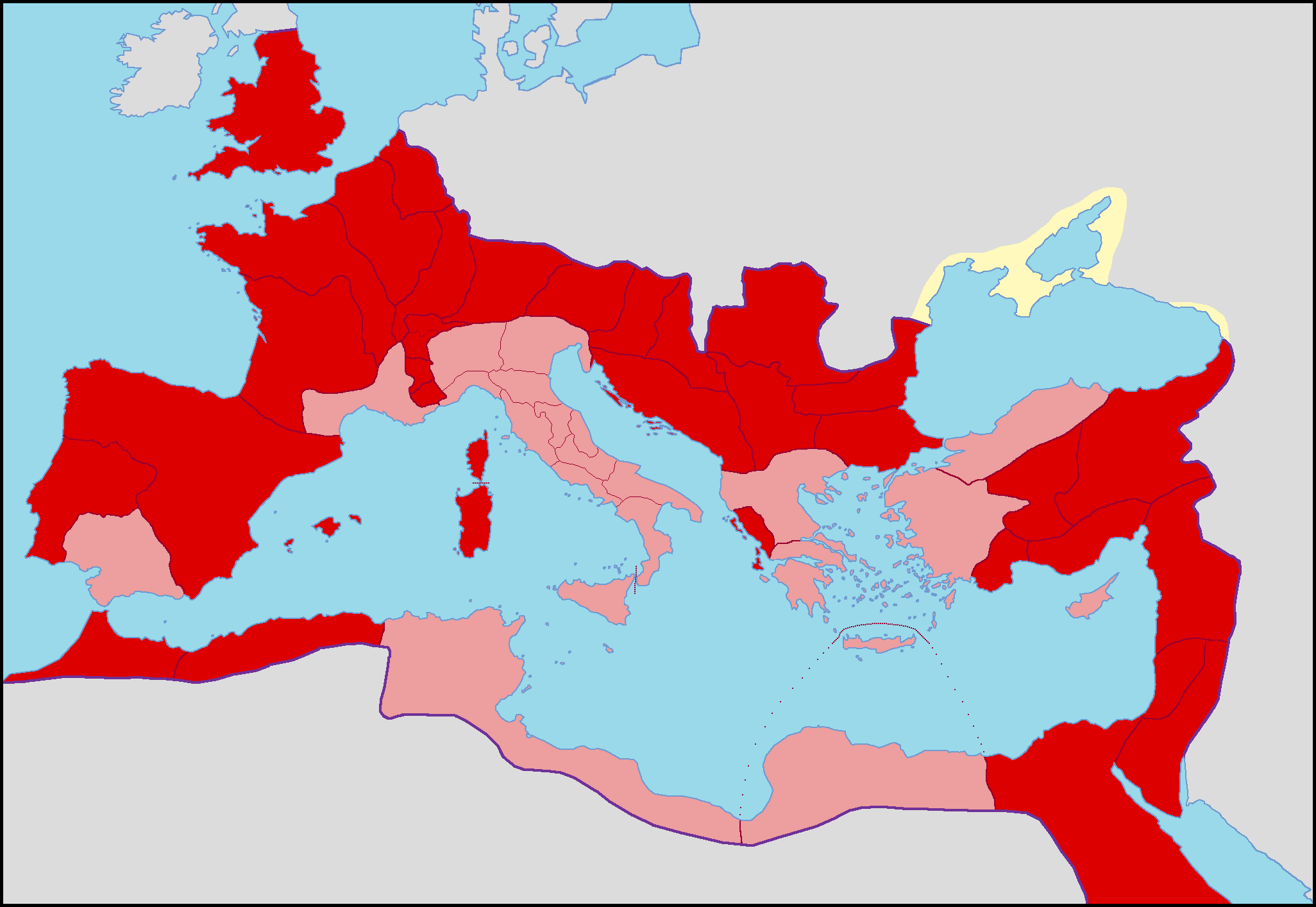
Province senatorie ed imperiali nel 120
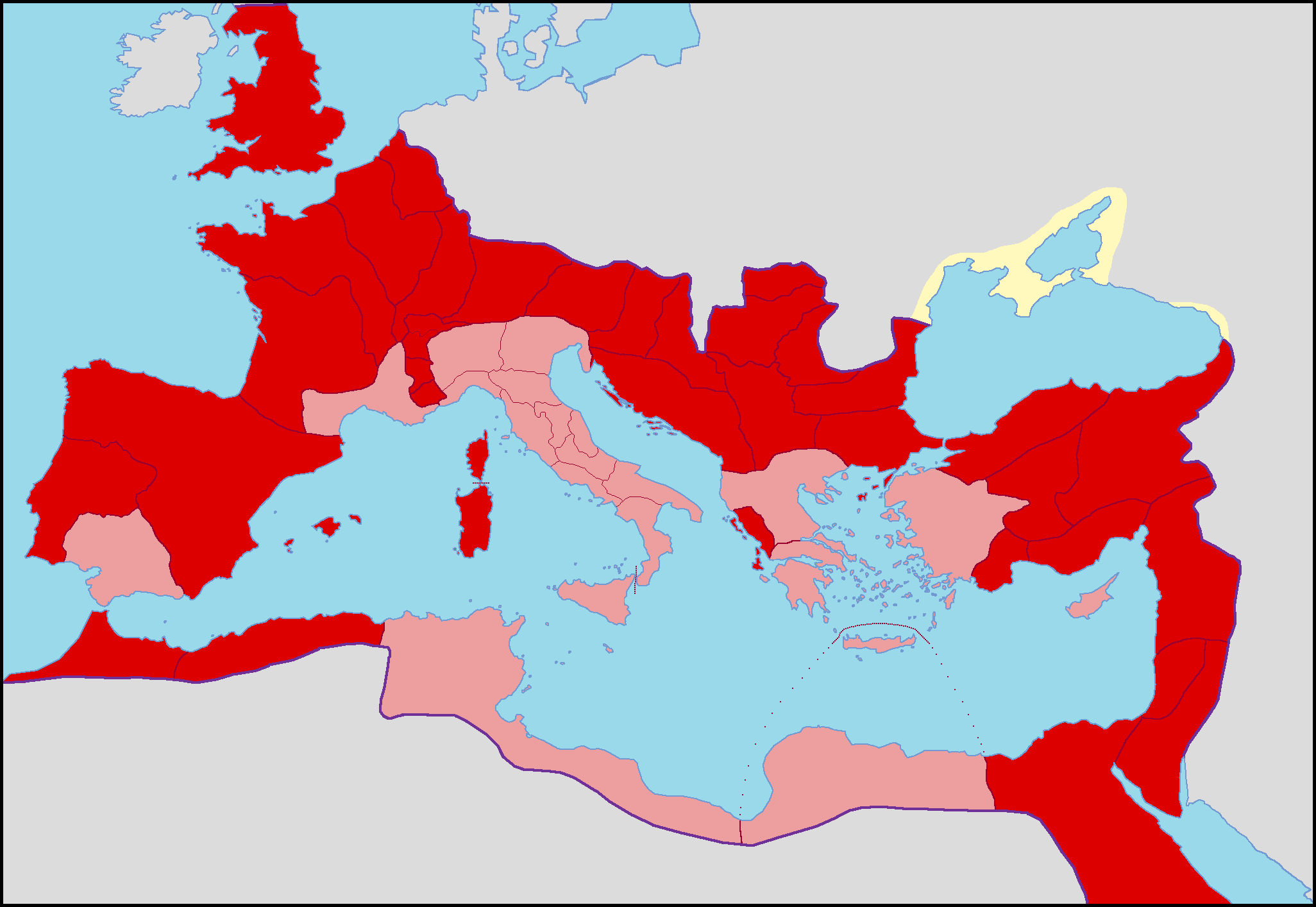
Province senatorie ed imperiali nel 150
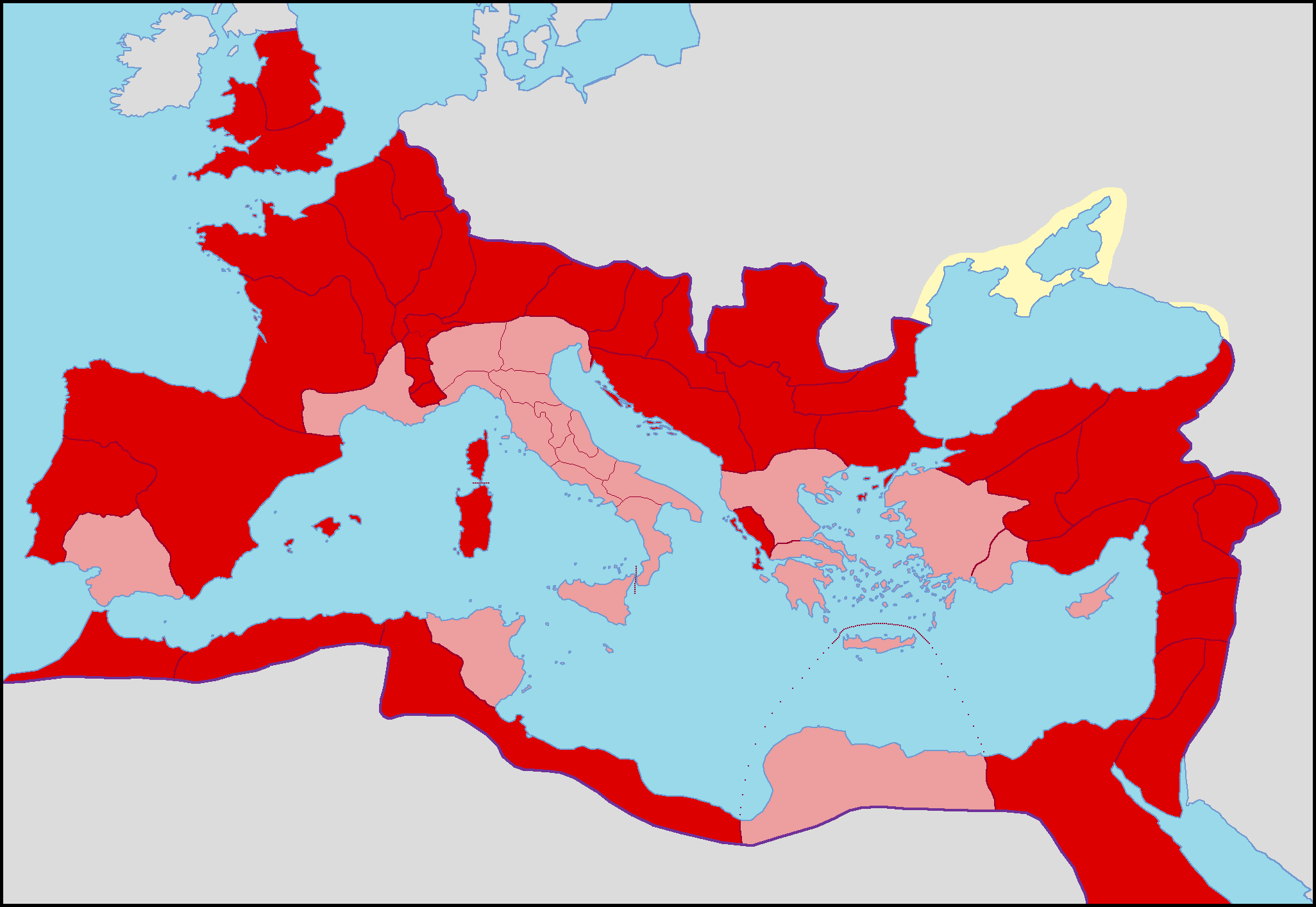
Province senatorie ed imperiali nel 210